# Krbeta
Krbeta – wieś w Bośni i Hercegowinie, w dystrykcie Brczko. W 2013 roku liczyła 175 mieszkańców, z czego większość stanowili Serbowie.